# Зимске олимпијске игре 2002.
XIX Зимске олимпијске игре су одржане 2002. године у Солт Лејк Ситију, у САД. Остали градови кандидати за домаћина Игара су били Квебек Сити, Сион, и Естерзунд.
У сени терористичких напада 11. септембра 2001. године, сигурносне мере су биле необично строге, што је умањило спонтаност и опуштеност такмичара и гледалаца за време игара.
У програм Игара укључен је скелетон.
У такмичарском програму су се посебно истакнули следећи појединци и екипе:
- Биатлонац Оле Ејнар Бјорндален из Норвешке је победио у све четири мушке дисциплине: 10 km, 12,5 km, 20 km, 4 x 7,5 штафета.
- Симон Аман из Швајцарске је победио у обе дисциплине скијашких скокова.
- Скијашица Јаница Костелић освојила је три златне и једну сребрну медаљу. Биле су то уједно прве зимске олимпијске медаље за њену домовину Хрватску у историји.
- Једна од најинтересантнијих прича на Играма догодила се током такмичења у брзом клизању, дисциплина шорт трек (short track). Аустралијски клизач Стивен Бредбери, иако је освојио бознану медаљу на Играма у Лилхамеру 1994. у штафети, овде није био у групи фаворита. Међутим у полуфиналу се догодило да је током трке дошло до судара и пада преосталих такмичара у његовој групи, па је Бредбери иако далеко заостао у првом делу трке на тај начин лагано дошао до финала. У финалу је Бредбери опет већ почетком трке доста заостао и није био у игри за медаљу кад се догодило чудо: поновно је дошло до судара и пада свих осталих такмичара, па је срећни и спретни Бредбери на тај начин дошао до злата!
- У хокеју на леду су Канађани, појачани професионалцима, коначно излечили фрустрације са претходних ЗОИ и тако након 50 година коначно дошли до злата, победивши у финалу САД са 5:2. Исти су успех оствариле и девојке, па је тако Канада имала потпуну доминацију у овом спорту на овим Играма.

## Контроверзе око Игара и за време Игара
- Непосредно пре самих Игара, одређен број чланова МОК (Међународни олимпијски комитет) је био разрешен дужности и чланства у МОК. Разлог су биле доказане сумње да је приликом избора дошло до нечасног лобирања па и корупције. Иако је избор града домаћина ОИ крајем 20. века већ раније постао предмет бројних притужби због начина избора, отвореног лобирања па и подмићивања чланова МОК био први случај да су оптужбе доказане, а кривци отпуштени са дужности. Нажалост, како су Игре већ биле пред почетком ипак су одржане у Солт Лејк Ситију, и градови кандидати који су на прљав начин испали из игре за домаћинство нису никад добили сатисфакцију осим моралне.
- Током прве недеље такмичења у уметничком клизању догодио се судијски скандал. Накнадном провером оцена одлучено је да се оцене које је дао судија из Француске пару из Канаде бришу као потпуно неразумне, те је накнадно додељена златна медаља канадском пару Џејми Сејл/Давид Пелетјер. Пару из Русије, који је имао најбољи резултат у првобитном оцењивању, дозвољено да задрже своје златне медаље, те су тако на крају била у тој дисциплини додељења два златна комплета и један бронзани.
- Неколико такмичара у брзом клизању (дисциплина кратке стазе) и скијашком трчању су били дисквалификовани збор различитих разлога, међу којима је био и допинг. Како су међу њима била и два руска тркача, делегација Русије је у једном тренутку запретила и повлачењем са Игара, али се то на крају ипак није догодило.

## Спортови
| - Алпско скијање - Биатлон - Боб - Брзо клизање - Брзо клизање на кратким стазама - Карлинг |  | - Хокеј на леду - Нордијско скијање: - Скијашко трчање - Нордијска комбинација - Скијашки скокови |  | - Санкање - Скелетон - Слободно скијање - Сноуборд - Уметничко клизање |

## Списак поделе медаља
(Медаље домаћина посебно истакнуте)
| Зимске олимпијске игре Солт Лејк Сити 2002. |                      |       |        |        |        |
| Пласман                                     | Држава               | Злато | Сребро | Бронза | Укупно |
| 1                                           | Норвешка             | 13    | 5      | 7      | 25     |
| 2                                           | Немачка              | 12    | 16     | 8      | 36     |
| 3                                           | Сједињене Државе     | 10    | 13     | 11     | 34     |
| 4                                           | Канада               | 7     | 3      | 7      | 17     |
| 5                                           | Русија               | 5     | 4      | 4      | 13     |
| 6                                           | Француска            | 4     | 5      | 2      | 11     |
| 7                                           | Италија              | 4     | 4      | 5      | 13     |
| 8                                           | Финска               | 4     | 2      | 1      | 7      |
| 9                                           | Холандија            | 3     | 5      | 0      | 8      |
| 10                                          | Аустрија             | 3     | 4      | 10     | 17     |
| 11                                          | Швајцарска           | 3     | 2      | 6      | 11     |
| 12                                          | Хрватска             | 3     | 1      | 0      | 4      |
| 13                                          | Кина                 | 2     | 2      | 4      | 8      |
| 14                                          | Јужна Кореја         | 2     | 2      | 0      | 4      |
| 15                                          | Аустралија           | 2     | 0      | 0      | 2      |
| 16                                          | Чешка                | 1     | 2      | 0      | 3      |
| 17                                          | Естонија             | 1     | 1      | 1      | 3      |
| 18                                          | Уједињено Краљевство | 1     | 0      | 1      | 2      |
| 19                                          | Шведска              | 0     | 2      | 5      | 7      |
| 20                                          | Бугарска             | 0     | 1      | 2      | 3      |
| 21                                          | Јапан                | 0     | 1      | 1      | 2      |
| 21                                          | Пољска               | 0     | 1      | 1      | 2      |
| 23                                          | Белорусија           | 0     | 0      | 1      | 1      |
| 23                                          | Словенија            | 0     | 0      | 1      | 1      |
| Укупно                                      | Укупно               | 80    | 76     | 78     | 234    |